# The Sweet Inspirations
The Sweet Inspirations byla americká dívčí skupina R & B založená Emily "Cissy" Houston (rozená Drinkard), matkou Whitney Houstonové a sestrou Lee Warwick (která byla matkou známých sester Dee Dee a Dionne Warwick). Houston a Warwick byli členové skupiny The Drinkard Singers, která měla význam pro nahrání prvního gospelového alba, které se objevilo na hlavní etiketě. Byla to živá nahrávka z festivalu The Newport Jazz Festival v roce 1959. Součástí skupiny byla Judy Guions (která se později stala Judy Clay), Marie Epps, Larry Drinkard, Nicholas Drinkard, Ann Moss, Lee a Emily.

## Členové
- Dionne Warwick – soprano (1950–1963)
- Dee Dee Warwick – vocals (1950–1965)
- Doris Troy – vocals (1950–1963)
- Cissy Houston – soprano (1963–1969)
- Sylvia Shermwell – vocals (1966?–1979, 1994–2001; zemřela 2010)
- Estelle Brown – vocals (1965–1979, 1994—2011)
- Myrna Smith – vocals (1965–1979, 1994–2010; zemřela 2010)
- Gloria Brown – vocals (1979)
- Portia Griffin – vocals (1994–2011)
- Kelly Jones – vocals (2010–2011)

## Diskografie

### Alba
- 1967: The Sweet Inspirations (Atlantic)
- 1968: Songs of Faith & Inspiration (Atlantic)
- 1968: What the World Needs Now is Love (Atlantic)
- 1969: Sweets for My Sweet (Atlantic)
- 1970: Sweet Sweet Soul (Atlantic)
- 1973: Estelle, Myrna and Sylvia (Stax)
- 1974; Wanted Dead or Alive (Columbia)
- 1979: Hot Butterfly (RSO)
- 2005: In the Right Place (Frixion)

### Doprovodné vokály
- 1967: Blowin' Your Mind!; Van Morrison
- 1967: Aretha Arrives; Aretha Franklin
- 1968: Lady Soul; Aretha Franklin
- 1968: Aretha Now; Aretha Franklin
- 1968: Electric Ladyland; The Jimi Hendrix Experience
- 1968: Goodies; George Benson
- 1969: Hey Jude; Wilson Pickett
- 1969: Elvis in Person at the International Hotel; Elvis Presley
- 1969: Dusty in Memphis; Dusty Springfield
- 1969: Do Your Own Thing; Brook Benton
- 1970: Turning Around; Dee Dee Warwick
- 1970: This Girl's in Love with You; Aretha Franklin
- 1970: That's the Way It Is; Elvis Presley
- 1970: Spirit in the Dark; Aretha Franklin
- 1970: Just a Little Lovin'; Carmen McRae
- 1971: Warm and Tender; Petula Clark
- 1971: Search and Nearness; The Rascals
- 1971: Thirds (album); James Gang
- 1972: As Recorded at Madison Square Garden; Elvis Presley
- 1972: Young, Gifted and Black Aretha Franklin
- 1973: Aloha From Hawaii: Via Satellite; Elvis Presley
- 1973: The Weapon; David Newman
- 1974: T.B. Sheets; Van Morrison
- 1974: Elvis Recorded Live on Stage in Memphis; Elvis Presley
- 1977: Elvis in Concert; Elvis Presley
- 1979: Reddy; Helen Reddy
- 1998: Undiscovered Soul; Richie Sambora
- 2006: Elvis Lives: The 25th Anniversary Concert (DVD)